# Carl Brand

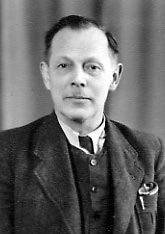
Carl Brand (1942)

Carl Valentin Brand (* 21. August 1893 in Rothenbuch; † 2. April 1945 in Lohr am Main) war ein deutscher Allgemeinmediziner und wurde ein Opfer des Nationalsozialismus. Als er in den letzten Tagen des Zweiten Weltkriegs die unterfränkische Stadt Lohr am Main kampflos den US-amerikanischen Truppen übergeben wollte, wurde er dafür standrechtlich erschossen.

## Leben
Carl (Karl) Brand wurde als letztes von sechs Kindern des Landarztes Carl (Karl) Ludwig August Brand aus Leutershausen und dessen Frau Maria Mayer aus Marktschorgast (* 1863) geboren. Sein Bruder war der Literaturhistoriker, Schriftsteller und Kriegsberichterstatter Guido Karl. Brand besuchte zunächst die Grundschule in Rothenbuch, die Gymnasien in Aschaffenburg und Frankfurt am Main sowie ab 1909 bis zum Abitur 1913 das Münchner Maximiliansgymnasium und studierte anschließend Medizin an der Ludwig-Maximilians-Universität in München. Nach Ausbruch des Ersten Weltkriegs wurde er als Soldat zum Militärdienst eingezogen und als Angehöriger des 2. Regiments (München), 5. Kompanie, leicht verwundet. Am 19. Mai 1920 heiratete er Alice Branz aus Lindau. Das Ehepaar zog in Brands Heimartort Rothenbuch, wo er die Landarztpraxis seines Vaters übernahm.
1943 wurde Brand an das Krankenhaus in Lohr am Main dienstverpflichtet. Beim Heranrücken der Alliierten wollte er die kampflose Übergabe der Stadt an die US-Amerikaner erreichen und damit die sinnlose Zerstörung von Lohr verhindern. Er beabsichtigte, den US-amerikanischen Truppen mit einer weißen Fahne in der Hand entgegenzugehen. Sein Vorhaben wurde gerüchteweise bekannt; darauf wurde er am 2. April 1945, kurz vor dem Einmarsch der US Army in Lohr, von der Gestapo verhaftet und nach einem Standgerichtsverfahren am gleichen Tage erschossen.

## Aufarbeitung und Gedenken
Der Vorgang gehört zu den wenigen Fällen in Unterfranken, bei denen gegen Ende des Zweiten Weltkriegs eine kampflose Übergabe einer Stadt erreicht werden sollte. Alle Urteile durch Standgerichte in der Zeit des Nationalsozialismus wurden durch das NS-Unrechtsurteileaufhebungsgesetz im Jahr 1998 pauschal aufgehoben, somit auch das Standgerichtsurteil gegen Brand. Das Vorhaben von Carl Brand und seine standrechtliche Erschießung wurden in mehreren Sachbüchern und Studien über die Zeit des Nationalsozialismus mit behandelt sowie von einem heimatgeschichtlichen Arbeitskreis der Volkshochschule Lohr im Jahr 1999 aufgearbeitet (siehe Literaturverzeichnis).
Der damalige Amtsgerichtsrat in Lohr, Dr. Josef Koob, wurde am 10. August 1950 vom Landgericht Würzburg wegen fahrlässiger Tötung zu einer Gefängnisstrafe von einem Jahr und vier Monaten verurteilt.
Zum Gedenken an Carl Brand wurde 1979 in Lohr ein Gedenkstein aufgestellt. Außerdem wurde zunächst 1980 in seinem Geburts- und Heimatort Rothenbuch eine Straße nach ihm benannt. Eine Straßenbenennung zum Gedenken an Carl Brand in Lohr erfolgte im Jahr 2008 im dortigen neuen Baugebiet Schafhof-Ost, nachdem vorherige Bemühungen des Lohrer Bürgers Dietrich Kohl in den Jahren 2005 und 2006 erfolglos geblieben waren.

## Schriften
- Carl Brand (Vater): Beitrag zur Aetiologie des Gelenkrheumatismus. Med. Inaugurial Dissertation, Univ. München, Wolff & Sohn, München 1886.
- Beiträge zur Aetiologie und Statistik industrieller und gewerblicher Augenverletzungen (Maschinenschrift), Med. Diss. vom 22. Mai 1920, München 1920 [1922].
- Experimenteller Beitrag zur Frage des Mutterkornersatzes. Medizinische Dissertation (Maschinenschrift / Auszug), Würzburg 1922.